# Tristesse au jardin (Roussel)
Tristesse au jardin is een jeugdcompositie van Albert Roussel. Het is een lied gebaseerd op een tekst van Laurent Tailhade. Het lied is alleen in manuscriptvorm bewaard gebleven. Het is in particulier bezit.
Florent Schmitt gebruikte dezelfde tekst voor zijn Tristesse au jardin voor zangstem en orkest (opus 52). 